# Akkoyunlu, İdil
Akkoyunlu là một xã thuộc huyện İdil, tỉnh Şırnak, Thổ Nhĩ Kỳ. Dân số thời điểm năm 2011 là 466 người.